# Académie Pégase
Pour les articles homonymes, voir Pégase (homonymie).
L'académie Pégase est une académie littéraire qui a pour but de promouvoir la connaissance du cheval et de l'équitation. Il s'agit de la seule académie littéraire spécialisée dans ce domaine. Elle récompense depuis 1989 et chaque année un ouvrage contribuant à une large diffusion de la culture équestre avec le « prix Pégase » (en partenariat avec le Cadre noir de Saumur), et depuis 2005 certains ouvrages techniques avec le « prix Cadre noir » de la recherche. Les membres de l’académie Pégase se réunissent chaque année vers le mois de mars, au restaurant de l’hôtel Régina à Paris où le célèbre écuyer français Antoine de Pluvinel tenait son académie, pour attribuer les deux prix.

## L'académie Pégase
L’académie Pégase est une académie littéraire dont les buts sont de promouvoir la connaissance du cheval, de décerner le prix Pégase et le prix spécial Cadre noir, et d'encourager les lettres en favorisant les relations entre les littérateurs dans le domaine du cheval et de l’équitation. Elle a été créée en 1989 par Guillaume Henry et son siège social est situé à Boulogne. Elle se compose d'un jury permanent de 10 à 18 personnes, exclusivement cooptées. Le premier jury est élu et la qualité de membre se perd par démission ou décès. Le rôle des membres est de lire les livres sélectionnés par le secrétaire, d’élire chaque année l’ouvrage répondant le mieux à l’énoncé des deux prix Pégase et Cadre noir, et de participer aux activités de l’académie. Les genres littéraires récompensés sont multiples, en prose ou en vers.

## Les prix
La remise des prix s’effectue au Cadre noir de Saumur lors des Musicales et du festival Art'Cheval, en octobre, en présence de nombreuses personnalités et en collaboration avec de nombreux médias comme des revues littéraires, des revues équestres, Equidia, France 3 régions, etc.
En 2009, la remise des prix a eu lieu le samedi 23 mai à 19h, à l’École nationale d'équitation de Saumur, juste avant le Printemps des Écuyers qui accueille, cette année-là, la célèbre École portugaise d'Art équestre.
En 2010, la remise des prix s'est déroulée lors du Salon du livre et du vin, à Saumur.
Depuis 2011, la remise des prix se déroule "les pieds dans la sciure", entourée par les écuyers de la Reprise de Manège, à cheval.

### Le prix Pégase
Il récompense un ouvrage sur le cheval et l’équitation, qui contribue à une large diffusion de la culture équestre.
Le prix se compose :
- pour l’auteur : du diplôme du prix littéraire et d'un bronze spécialement créé pour le prix Pégase, signé par Marine Oussedik, et d'un chèque de 1500 € ;
- pour l’éditeur : du diplôme du prix littéraire.

### Le prix Cadre noir
Il s’agit d’un « prix spécial du jury » qui n’est pas forcément décerné chaque année. Il récompense un ouvrage dont le travail s’adresse essentiellement aux professionnels, aux hommes de métier et aux chercheurs universitaires. Il concerne un ouvrage publié.
Le prix se compose : 
- pour l’auteur : du diplôme du prix Cadre noir, ainsi que d’un étrier « à la française » symbole du Cadre noir, et réplique exacte des étriers qui ornent la selle de manège depuis la création du Cadre noir, et d'un chèque de 1500 € ;
- pour l’éditeur : du diplôme du prix Cadre noir.

### Le prix «Pégase jeunes»
Peuvent être candidats au jury du prix « Pégase jeunes » (Éducagri), créé en 2016, les élèves des classes des filières hippiques des établissements agricoles publics ou privés. Les prix décernés sont allés à :
- 2016 : Notes et entretiens avec le maître Nuno Oliveira, de Stéphanie Grant Milham[1], éditions Belin.
- 2018 : Dans les pas du fils, de Renaud François, Tom François et Denis Labayle[2], éditions Kero.
- 2021 : Briller pour les vivants, de Jérôme Hallier[3], éditions Flammarion.
- 2024 : Sur mes quatre jambes, Bernard Sacshé, éditions Le Rocher.

## Les membres de l’académie Pégase en2024
- Marine Oussedik : diplômée de l’École Supérieure d’Art Graphique de Paris, peintre et sculpteur qui expose dans le monde entier.
- Sophie Bienaime : Directrice artistique et équestre des Grandes Écuries (Chantilly).
- Élisabeth Hagstedt : Directrice des programmes de la chaîne Histoire.
- Stéphane Béchy : écuyer de l'école de Baucher  élève de Patrice Franchet d'Espèrey et de René Bacharach, claveciniste et organiste, concertiste international titulaire de l’orgue de Saint-Merry, spécialiste de l'histoire des techniques équestres, auteur de plusieurs études sur le cheval et l’équitation.
- Gabriel Cortès : Ancien commandant du régiment de cavalerie de la Garde Républicaine.
- Jean-Louis Gouraud : éditeur, auteur d'articles, de romans, de spectacles et d'anthologies à la gloire du cheval.
- Patrice Franchet d'Espèrey : écuyer du Cadre noir, docteur en sciences de l’éducation, ancien responsable du Centre de documentation de l’ENE et auteur de nombreux ouvrages techniques.
- Jean Christophe Dupuy: ancien cavalier international de concours complet, ancien commandant de gendarmerie et directeur du Haras de Vendée, aujourd'hui directeur du Comité équestre de Saumur et fondateur des HIT (Horse International Talk).
- Christophe Leservoisier : Spécialiste du voyage sur-mesure haut de gamme. Créateur et animateur des marques Cheval d'Aventure, Equus Journeys et Sous l'Acacia.
- Guillaume Henry : fondateur et secrétaire de l'académie, il est éditeur, et auteur de nombreux livres et articles techniques et historiques sur le cheval et l’équitation.
- Membres ès qualités : Colonel Thibault Vallette, écuyer en chef du Cadre noir de Saumur.

## Les Lauréats des prix Pégase et prix spécial Cadre noir
- 1990 : Colonel Denis Bogros pour Des hommes, des chevaux, des équitations paru aux éditions Favre Caracole.
- 1991 : Nicole de Blomac (d) pour La Gloire et le Jeu aux éditions Fayard.
- 1992 : Philippe Barbié de Préaudeau (d) pour Chevaux d’Europe, aux éditions du Perron.
- 1993 : Jacques Perrier pour Les Maîtres Écuyers du Manège de Saumur aux éditions Lavauzelle.
- 1994 : Brigitte Prevot et Bernard Ribemont pour Le cheval en France au Moyen Âge aux éditions Paradigme.
- 1995 : Jean-Pierre Digard pour Le cheval, force de l’homme dans la collection « Découverte Gallimard »
- 1996 : Jean-Louis Gouraud pour Célébration du cheval au Cherche midi.
- 1997 : Bernadette Lizet pour Champ de blé, champ de course aux éditions Jean-Michel Place.
- 1998 : André Velter et Ernest Pignon-Ernest pour Zingaro, Suite équestre aux éditions Gallimard.
- 1999 : Gérard Guillotel pour Antoine-Henri-Philippe-Léon Cartier d'Aure paru aux éditions Belin.
- 2000 : Daniel Roche pour Voitures, chevaux et attelages du XVIe au XIXe siècle édité par l’Association pour l’académie d’art équestre de Versailles.
- 2004 : Marine Oussedik pour ses deux ouvrages Les Chevaux du Vent et Les Chevaux du Roy, parus aux éditions Martelle.
- 2005 : Philippe Deblaise pour Gaspard des chevaux, paru aux Éditions du Rocher. Le prix spécial Cadre noir est décerné à Vinciane Despret pour Hans, le cheval qui savait compter, paru aux éditions Les empêcheurs de tourner en rond.
- 2006 : Frédéric Magnin pour Mottin de la Balme, cavalier des Deux Mondes et de la liberté, paru aux éditions L’Harmattan. Le prix spécial Cadre noir est décerné à Marc-André Wagner pour Le cheval dans les croyances germaniques, paru aux Éditions Honoré Champion.
- 2007 : Nicolas Chaudun pour son livre La majesté des centaures, paru aux éditions Actes Sud. Le prix spécial Cadre noir est décerné à Geoffrey Walden Sudbury pour Evgueni Alexandrovitch Lanceray, le sculpteur russe du cheval, paru aux Éditions Favre.
- 2008 : Sylvain Post pour Les chevaux de mine retrouvés, paru aux éditions du Lion Couronné. Le prix spécial Cadre noir est décerné à Jean-Claude Racinet pour Trente-cinq propositions insolentes pour comprendre l’équitation, paru aux éditions Favre.
- 2009 : Sylvie Brunel pour Cavalcades et dérobades paru aux éditions J.-C. Lattès. Le prix spécial Cadre noir est attribué à Marie-Christine Renauld pour son livre Alfred de Dreux paru aux éditions Actes Sud.
- 2010 : Adeline Wirth pour son roman Palefrenière paru aux éditions le Rocher. Le prix spécial Cadre noir est décerné à Carole Ferret pour son livre Une civilisation du cheval paru aux éditions Belin.
- 2011 : Jérôme Garcin pour son roman L’Écuyer mirobolant paru aux éditions Gallimard. Le prix spécial Cadre noir n'est pas décerné.
- 2012 : Claire Veillères pour son roman La capture paru aux éditions du Rocher. Le prix spécial Cadre noir est attribué à Hélène Dubois-Aubin pour son ouvrage Légendaire cheval paru aux éditions Mens-Sena.
- 2013 : Christophe Donner pour son roman A quoi jouent les hommes paru aux éditions Grasset. Le prix spécial Cadre noir n'est pas décerné.
- 2014 : Louis Meunier pour son récit Les Cavaliers afghans aux éditions Kero. Le prix spécial Cadre noir est attribué à Guy de Labretoigne pour son ouvrage A nos chevaux et à ceux qui les sculptent paru aux éditions Art-Select.
- 2015: Alexandra Besson, pour la traduction du livre Traité d'équitation pour ma bien-aimée de R. Binding, paru aux éditions du Rocher. Le prix Spécial Cadre noir est décerné à Jean-Louis Andréani pour son livre La grande guerre à cheval, IFCE.
- 2016 : Michel Antoine Leblanc pour Comment pensent les chevaux, paru aux éditions Belin. Le prix Spécial Cadre noir 2016 est décerné à Corinne Doucet pour Les manèges, témoins de l'histoire équestre en France (XVIe – XIXe siècle), paru aux éditions Belin.
Un prix spécial a été décerné au professeur Daniel Roche, pour sa contribution exceptionnelle à la culture équestre (la même année il reçoit le Grand prix Gobert décerné par l'Académie française pour Histoire de la culture équestre (XVIe – XIXe siècle)).
- 2017: Claude Milhaud pour 1914-1918, L'autre Hécatombe, Enquête sur la mort de 1140000 chevaux et mulets, Belin et le prix spécial Cadre noir  a été décerné à Gabriel Cortes pour James Fillis, l'écuyer de l'Europe, Belin.
- 2018: Hélène Roche pour Les chevaux nous parlent... si on les écoute!, Belin. Le Prix spécial Cadre noir a été décerné à Elisabeth Lorans, pour Le cheval au Moyen Âge, Presses Universitaires François Rabelais.
- 2019: Alexandre Blaineau pour Les chevaux de Rimbaud, Actes Sud. Le Prix spécial Cadre noir a été décerné à Caroline Hodak pour Du théâtre équestre au cirque, le cheval au cœur des loisirs et des savoirs, 1760-1860, Belin.
- 2020 : Jérôme Hallier pour Briller pour les vivants, histoire du baron Nishi, éditions Flammarion. Le prix spécial Cadre noir est attribué à Jean-Pierre Reynaldo pour Ephrem Houël, Inventeur de la science hippique et créateur des premières courses au trot en France, éditions Le Roche
- 2021: Patrick Boissier et Pascal Baril pour Le régiment de la Garde républicaine, Glénat. Le Prix spécial  Cadre noir est décerné à Jean Magnan de Bornier pour Les écrits de jeunesse de Nuno Oliveira, Actes Sud.
- 2022 : Theresa Revay pour La course parfaite, paru aux éditions Taillandier. Le prix spécial Cadre noir est attribué à Olivier Courthiade pour Le cheval de Mérens, Renaissance du « noir frontalier d’Espagne » (1970-1990), éditions Le Pas d’oiseau.
- 2023 : Le Prix Pégase n’est pas décerné. Le prix spécial Cadre noir est attribué à Ludovic Orlando pour La conquête du cheval, une histoire génétique, paru aux éditions Odile Jacob.
- 2024 : Léa Lansade pour Dans la tête d’un cheval, aux éditions Humen Science. Le prix spécial Cadre noir est attribué à Bernadette Lizet pour Le cheval en robe de mariée, CNRS Éditions.